# Ніцкідорф (комуна)
Ніцкідорф (рум. Nițchidorf) — комуна у повіті Тіміш в Румунії. До складу комуни входять такі села (дані про населення за 2002 рік):
- Блажова (144 особи)
- Дубоз (245 осіб)
- Ніцкідорф (1194 особи) — адміністративний центр комуни

Комуна розташована на відстані 380 км на захід від Бухареста, 30 км на південний схід від Тімішоари.

## Населення
За даними перепису населення 2002 року у комуні проживали 1583 особи.
Національний склад населення комуни:
| Національність | Кількість осіб | Відсоток |
| -------------- | -------------- | -------- |
| румуни         | 1457           | 92,0%    |
| українці       | 65             | 4,1%     |
| угорці         | 29             | 1,8%     |
| німці          | 21             | 1,3%     |
| цигани         | 7              | 0,4%     |
| словаки        | 3              | 0,2%     |
| євреї          | 1              | 0,1%     |

Рідною мовою назвали:
| Мова       | Кількість осіб | Відсоток |
| ---------- | -------------- | -------- |
| румунська  | 1490           | 94,1%    |
| українська | 44             | 2,8%     |
| угорська   | 25             | 1,6%     |
| німецька   | 20             | 1,3%     |
| циганська  | 2              | 0,1%     |
| словацька  | 2              | 0,1%     |

Склад населення комуни за віросповіданням:
| Релігія            | Кількість осіб | Відсоток |
| ------------------ | -------------- | -------- |
| православні        | 1419           | 89,6%    |
| римо-католики      | 61             | 3,9%     |
| адвентисти         | 45             | 2,8%     |
| п'ятдесятники      | 26             | 1,6%     |
| баптисти           | 18             | 1,1%     |
| реформати          | 10             | 0,6%     |
| бретрени           | 1              | 0,1%     |
| не вказали релігію | 1              | 0,1%     |